# Ourida Meddad
Ourida Meddad, née le 18 août 1938 à Alger et morte le 29 août 1957 à Alger, est une indépendantiste algérienne.

## Biographie
Fille unique, Ourida Medad est née le 18 août 1938 à Alger. Sa famille, pauvre, émigre depuis Tigounatine en Kabylie, vers la casbah d'Alger. Elle suit des études primaires en 1947, qu'elle arrête du fait du poids des traditions, avant de suivre les cours de l'association islamique Essabah, puis étudie dans centre professionnel pour apprendre la couture. 
En 1956, trois indépendantistes se rendent à son domicile à Bab Jdid pour l'enrôler au sein du Front de libération nationale (FLN). Malgré l'opposition de son père, elle accepte leur demande et prend le nom de guerre de Maryam. Elle devient agent de liaison dans la Zone autonome d'Alger, chargé de transporter messages et lettres, elle est arrêtée à l'été 1957 par l'armée française. Détenue dans une école de la Casbah située rue Sarouy, nue et attachée sur une chaise, elle est torturée au chalumeau jusqu'à tard dans la nuit par les parachutistes du général Massu.
Épuisée, et confrontée à l'absence d'empathie de ses tortionnaires qui lui ordonnent de se déshabiller de nouveau, Ourida Meddad meurt défenestrée du premier étage et meurt le 29 août 1957.
Les causes de son décès font débat. Alors que certaines sources affirment qu'elle aurait été jetée par les soldats, les autres prisonniers affirment l'avoir vue se jeter pour abréger ses souffrances. Ses geôliers auraient déclaré en l'injuriant « la salope, elle s'est défenestrée ». Yacef Saâdi déclare à son sujet qu'elle « n'est pas morte en martyre », mais « a préféré se suicider au moment où des soldats français s'apprêtaient à la violer ». Pour la journaliste française Florence Beaugé, son geste est « héroïque », qu'il s'agisse d'un suicide plutôt que d'un meurtre n'a aucune importance vu que qu'elle a enduré.
Sa famille, qui se rend à la morgue pour reconnaître son corps, y découvre des traces de brûlures sur sa poitrine, aux pieds et aux mollets. Elle est inhumée au cimetière El Kettar.
Ses parents meurent de chagrin, d'abord sa mère six mois plus tard, suivie de son père, quelques années plus tard. Une de ses cousines prénomme sa fille en son honneur.

## Hommages
L'école Sarrouy d'Alger où la jeune fille a été torturée a été renommée école Ourida Meddad. Son nom est également donné à un boulevard de la casbah d'Alger et à un lycée d'El Harrach.
Le 5 avril 1997, le président de la République Liamine Zéroual lui décerne la médaille de l'Ordre du Mérite national à titre posthume.
Mustapha Boutadjine a peint son portrait en 2011.

## Décorations
- Athir de l'ordre du Mérite national d'Algérie.